# Coenotephria mutabilis
Coenotephria mutabilis là một loài bướm đêm trong họ Geometridae.